# Bagnères-de-Bigorre
Bagnères-de-Bigorre is een gemeente in het Franse departement Hautes-Pyrénées (regio Occitanie). De plaats is de onderprefectuur van het arrondissement Bagnères-de-Bigorre.Bagnères-de-Bigorre telde op 1 januari 2022 7.060 inwoners.

## Geschiedenis

### Oudheid
In de streek woonde de Aquitaanse stam der Campani, die in 28 v.Chr. werden onderworpen door de Romeinen. De Romeinen stichtten een stad op de flanken van de Mont Olivet. Ze maakten gebruik van de aanwezige warmwaterbronnen voor hun thermen. Ze bouwden er een brug over de Adour. De stad ging ten onder in de vroege middeleeuwen, mogelijk door de combinatie van een aardbeving en een pestuitbraak.

### Middeleeuwen
Bagnères werd voor het eerst vermeld in 1171 toen graaf Centulle III van Bigorre een charter verleende aan de stad. Toen was Bagnères al een ommuurde stad, verdeeld in vier wijken: Bourg Vieux, Bourg Neuf, Bourg de la Font en Caoutérès. De stad groeide en telde in 1313 evenveel inwoners als Tarbes. Bagnères leefde van de landbouw maar ook van de watermolens op de vele kanalen van de Adour. Aan deze periode van voorspoed kwam een einde in de veertiende eeuw. In 1327 werd de stad, toen in handen van de Engelsen, geplunderd door het leger van Henri de Trastamare, een bondgenoot van de Franse koning. Bovendien waren er in 1348 en in 1361 pestuitbraken. In 1427 restte er van het bevolkingsaantal van honderd jaar eerder nog maar 40%. De bevolking begon weer te groeien en de stad werd heropgebouwd.
In de middeleeuwen koos de véziau, de burgers of  vezins van Bagnères, twaalf juges (de administratieve macht) en vijf gardes (de politionele macht). De graaf van Bigorre werd als heer van Bagnères vertegenwoordigd door een baljuw. In 1551 hervormde de graaf van Bigorre het bestuur van de stad. In de latere eeuw verloor het plaatselijke bestuur aan invloed naarmate de macht van de vertegenwoordigers van de Franse kroon groeide.

### Vroegmoderne tijd
In 1560 ging gravin Jeanne d'Albret over op het protestantisme, maar Bagnères bleef katholiek. In 1562 werden protestanten gearresteerd in de stad. Bagnères werd niet ingenomen tijdens de strijd die volgde tussen protestanten en katholieken in Bigorre. Maar de streek was leeggeplunderd en de economie lag in puin. Bovendien werd de streek in 1588 getroffen door de pest, die de bevolking van Bagnères decimeerde. In de zeventiende eeuw werd de stad getroffen door nog twee pestuitbraken (1628 en 1653-1654) en een aardbeving (1660).

### Kuuroord en industriestad
De stad herstelde in de loop van de achttiende eeuw, vooral dankzij het thermaal toerisme. Ook daarvoor werden de geneeskrachtige bronnen van Bagnères al geëxploiteerd, maar vanaf het einde van de zeventiende eeuw begon een echte groei. In 1775 werd de Vaux-Hall geopend, een eerste casino. Het toerisme bleef belangrijk in de negentiende eeuw. In 1828 werd het Grand Établissement Thermal geopend en in 1882 de Néo-Thermes. Maar er kwam ook industrie in de stad (marmer, papier, textiel). In de loop van de twintigste eeuw verdrong de industrie het thermalisme als economische motor van de gemeente. Maar tegen het einde van de eeuw verdween de meeste industrie.

## Geografie
De oppervlakte van Bagnères-de-Bigorre bedroeg op 1 januari 2022 125,86 vierkante kilometer; de bevolkingsdichtheid was toen 56,1 inwoners per km².
De gemeente strekt zich uit van het oude centrum van Bagnères in het noorden tot de Pyreneeën in het zuiden waar het skigebied La Mongie ligt. De Pic du Midi de Bigorre (2877 m) is het hoogte punt van de gemeente. In de gemeente liggen ook de gehuchten Lesponne en Soulagnets. De Adour stroomt door de gemeente.
De onderstaande kaart toont de ligging van Bagnères-de-Bigorre met de belangrijkste infrastructuur en aangrenzende gemeenten.

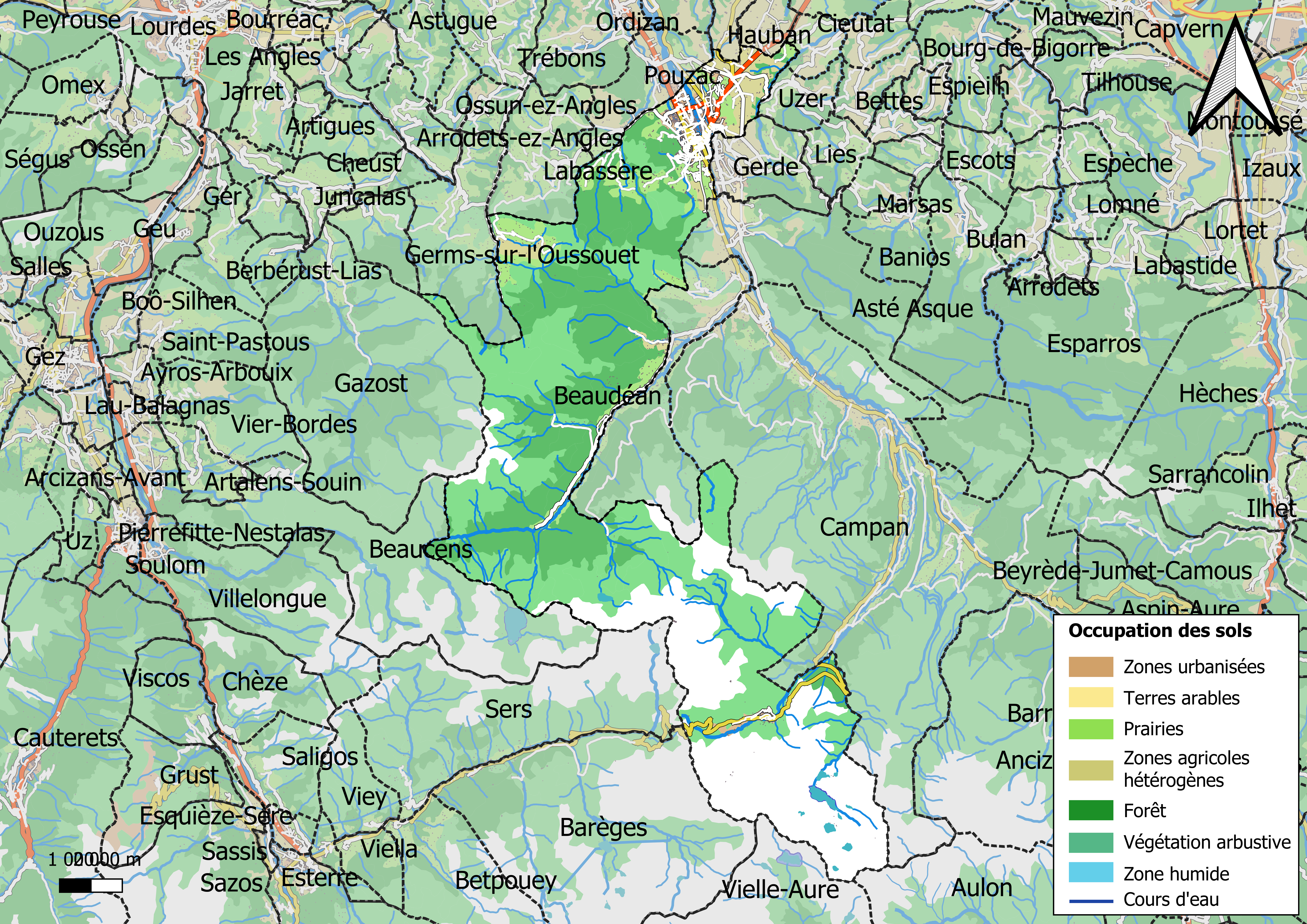

## Demografie
Onderstaande figuur toont het verloop van het inwonertal (bron: INSEE-tellingen).

## Wetenschap
In juli 1953 organiseerden de fysici Patrick Blackett (Nobelprijs 1948) en Louis Leprince-Ringuet in Bagnères-de-Bigorre een baanbrekende conferentie over kosmische straling, die het tijdperk van de sub-atomaire fysica en hoogenergetische versnellers inluidde.

## Sport

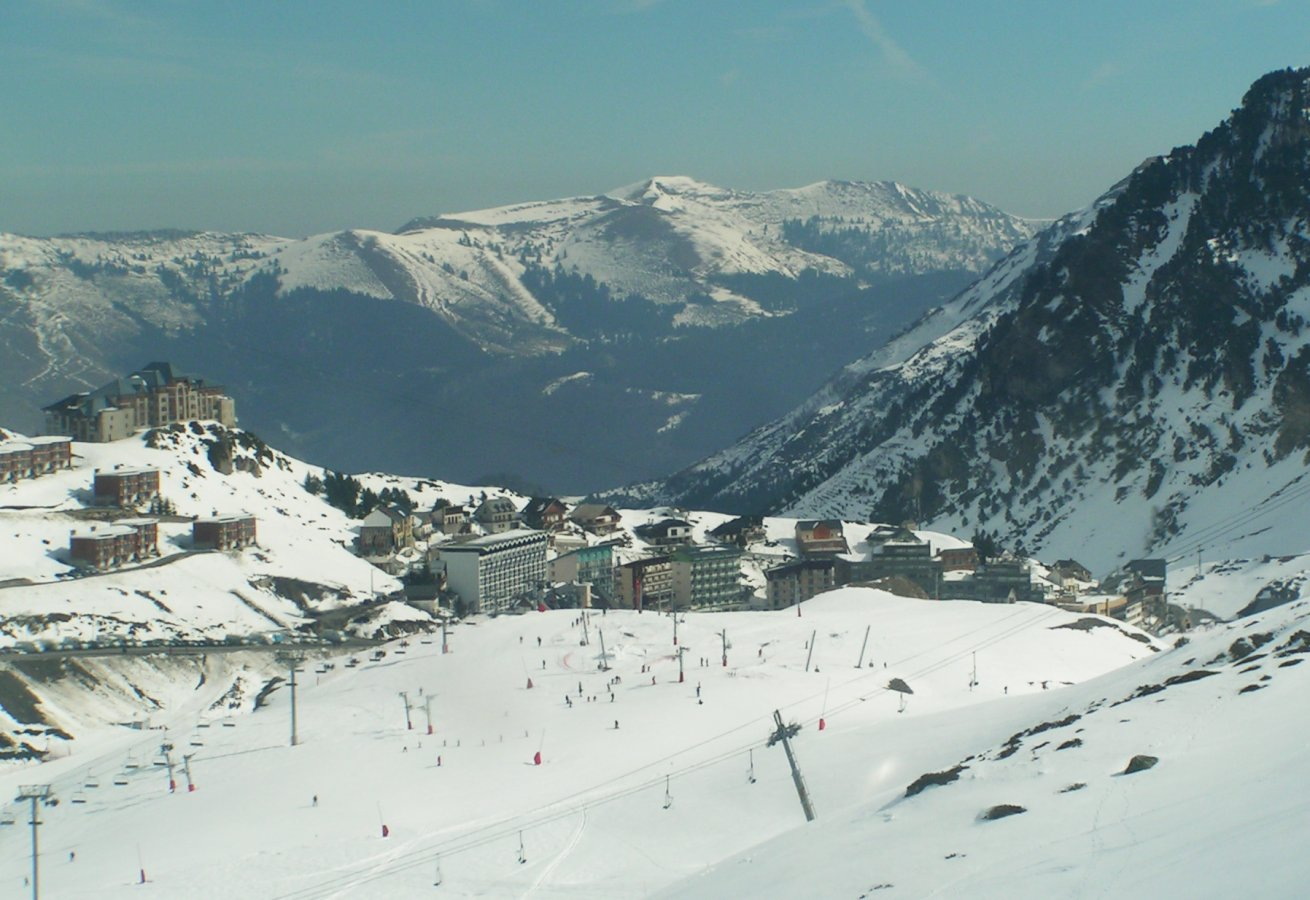
La Mongie

Bagnères-de-Bigorre is door haar ligging in de vrijwel jaarlijks bezochte Pyreneeën, 12 keer etappeplaats geweest in de wielerkoers Ronde van Frankrijk. De Col du Tourmalet ligt op de grens van de gemeente. Daarbij lag 7 keer de eindstreep van een etappe in Bagnères-de-Bigorre. De laatste keer dat dit gebeurde was in 2019 toen de Brit Simon Yates de etappe won.
La Mongie is een skigebied gelegen op 1800 meter. Het skigebied werd geëxploiteerd vanaf de jaren 1920. In 1945 kwam er een eerste skilift. In 1998 werd La Mongie onderdeel van het skigebied Domaine du Tourmalet.

## Bezienswaardigheden
De kerk Saint-Vincent en de Tour des Jacobins zijn beschermde historische monumenten. Ander historisch erfgoed:
- Resten van de kerk Saint-Jean
- Protestantse kerk
- Maison Jeanne d'Albret
- Maison d'Uzer

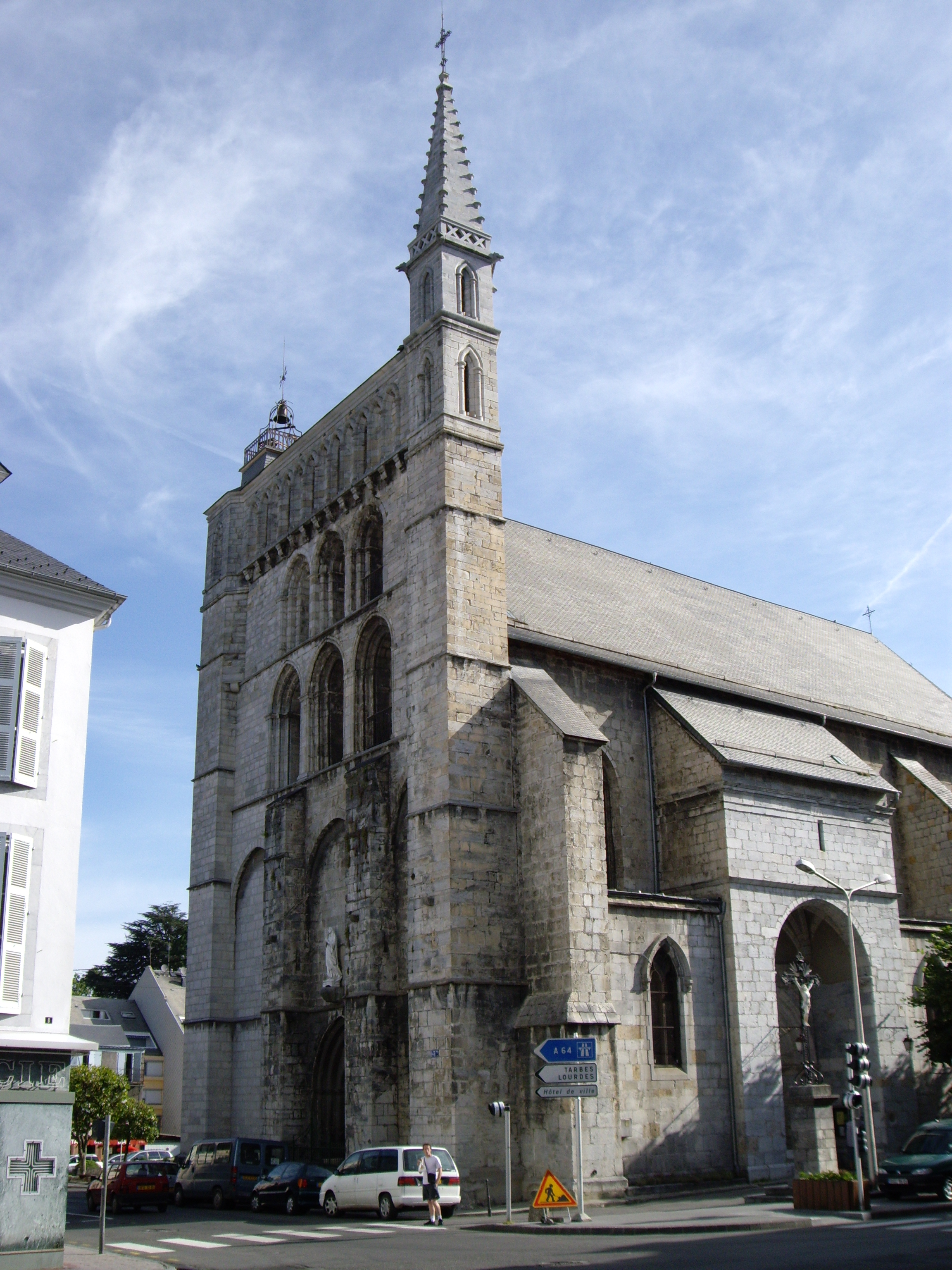
Église Saint-Vincent
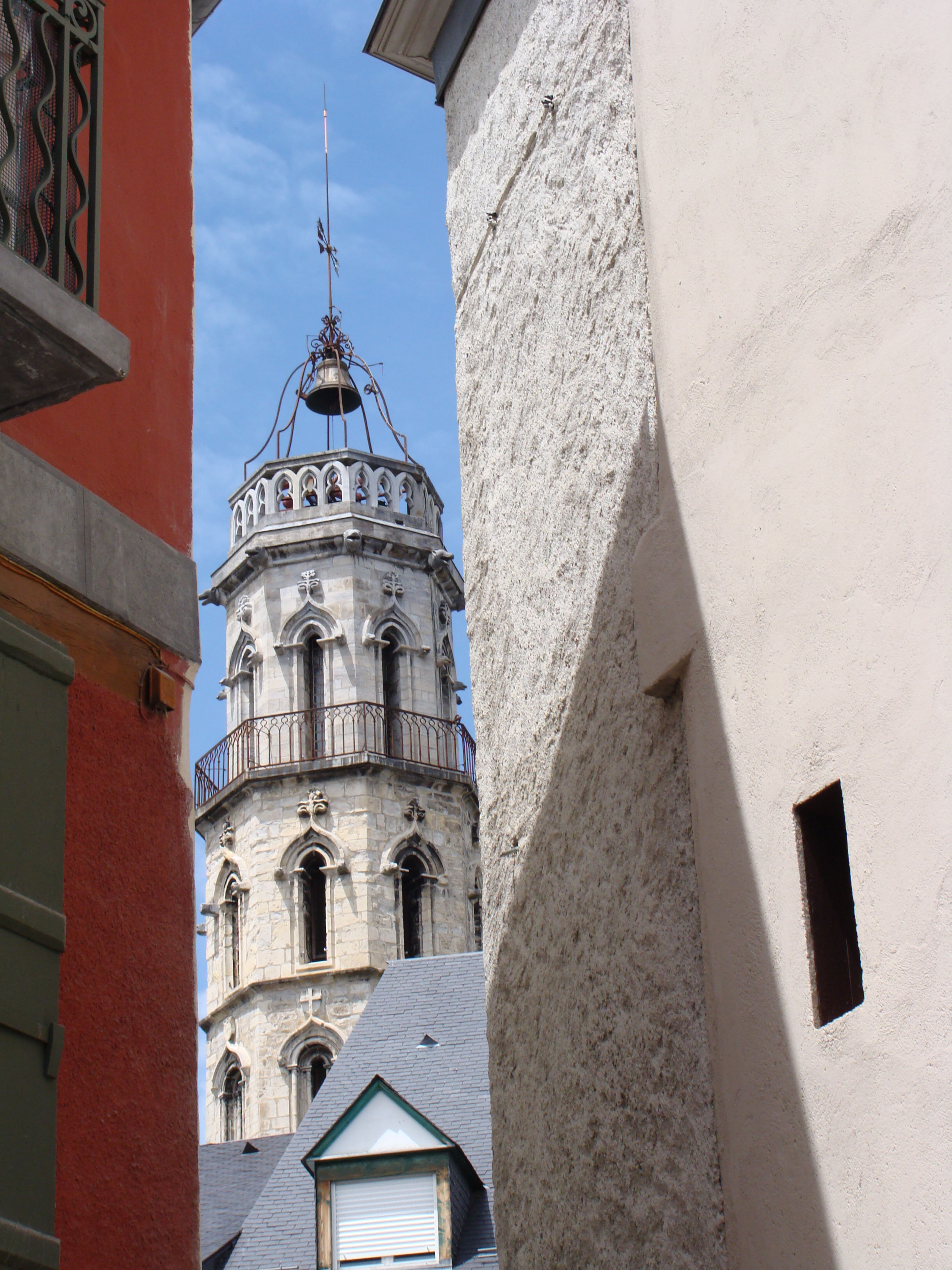
Tour des Jacobins
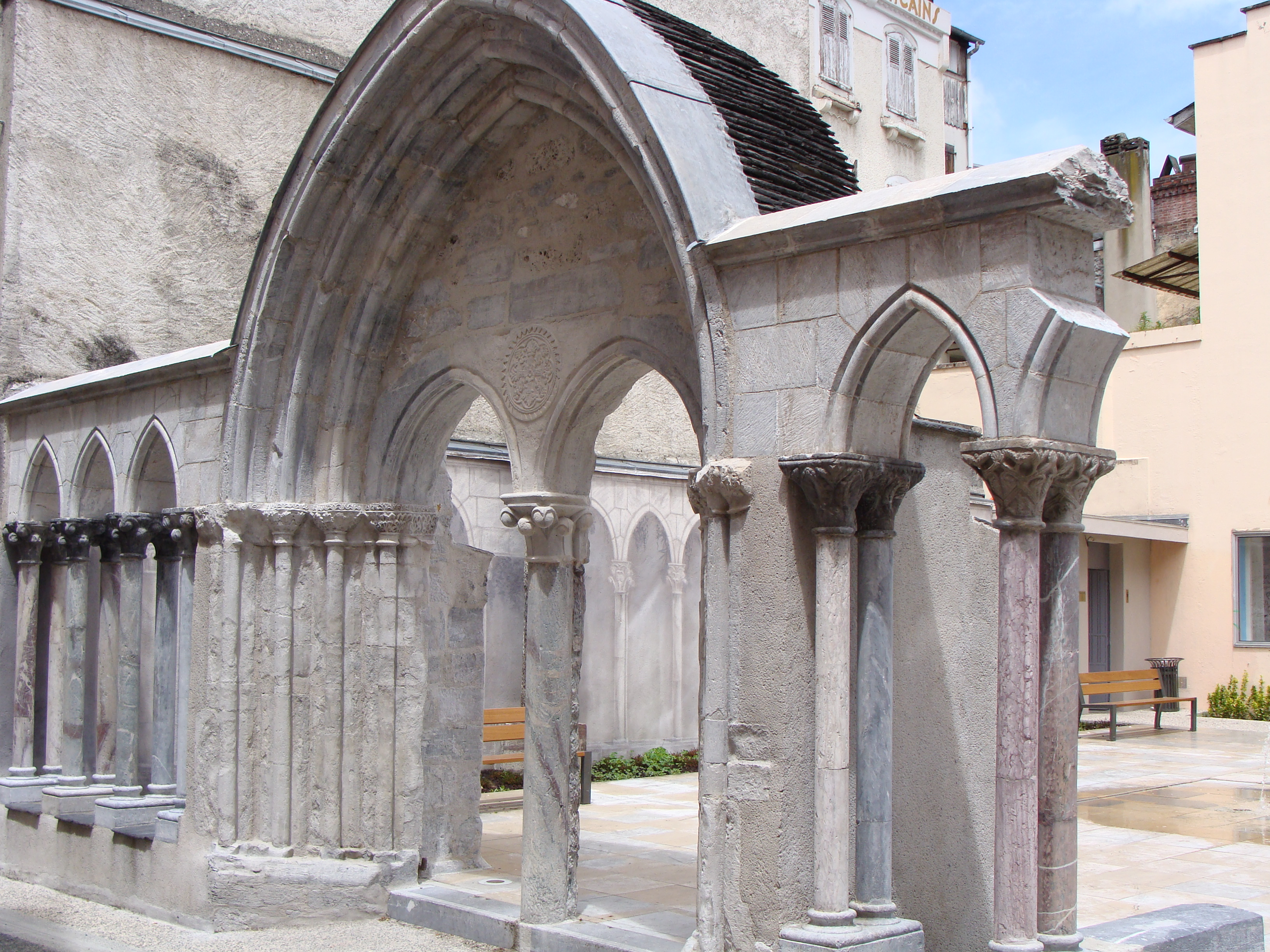
Klooster Saint-Jean
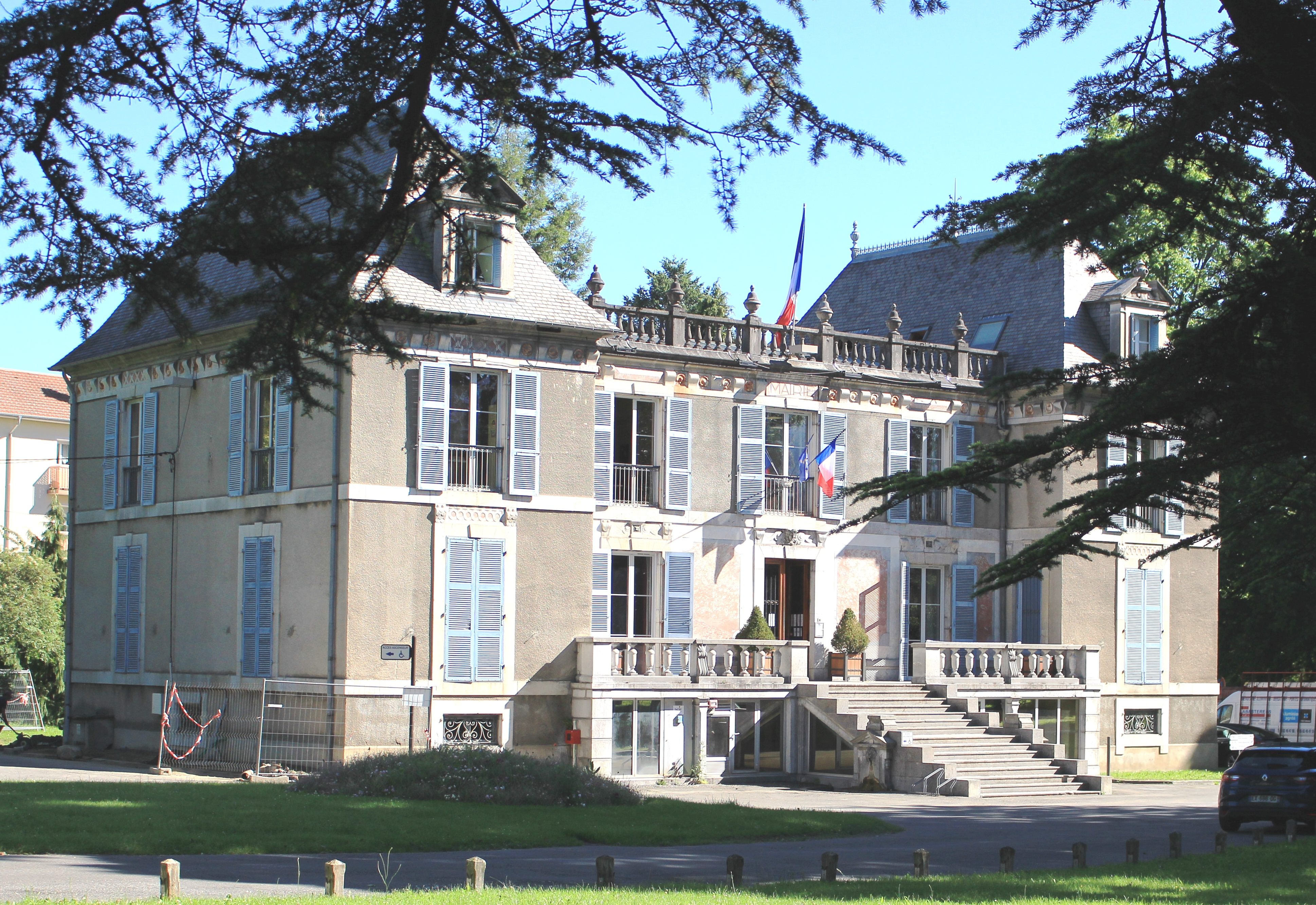
Gemeentehuis
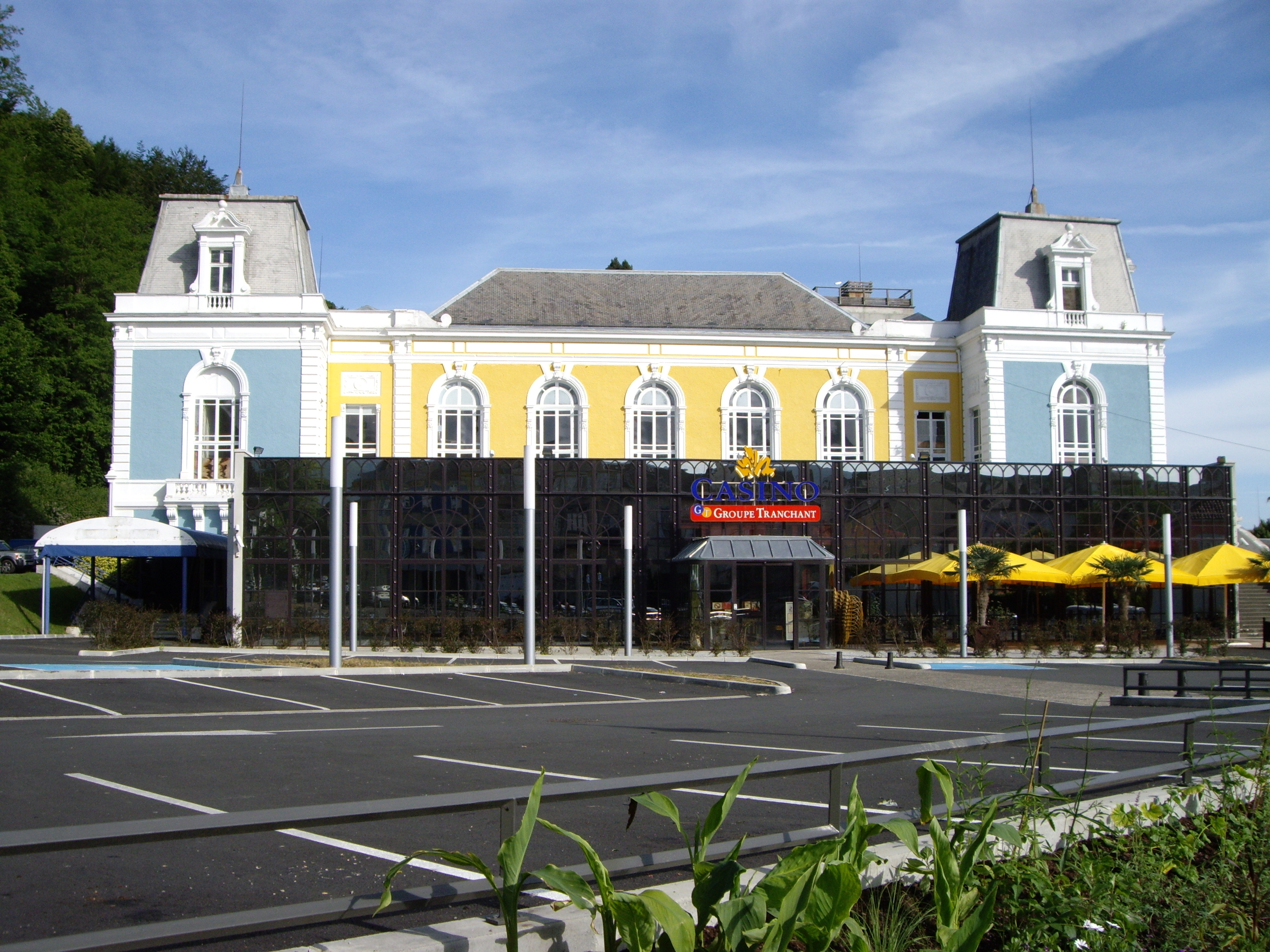
Casino
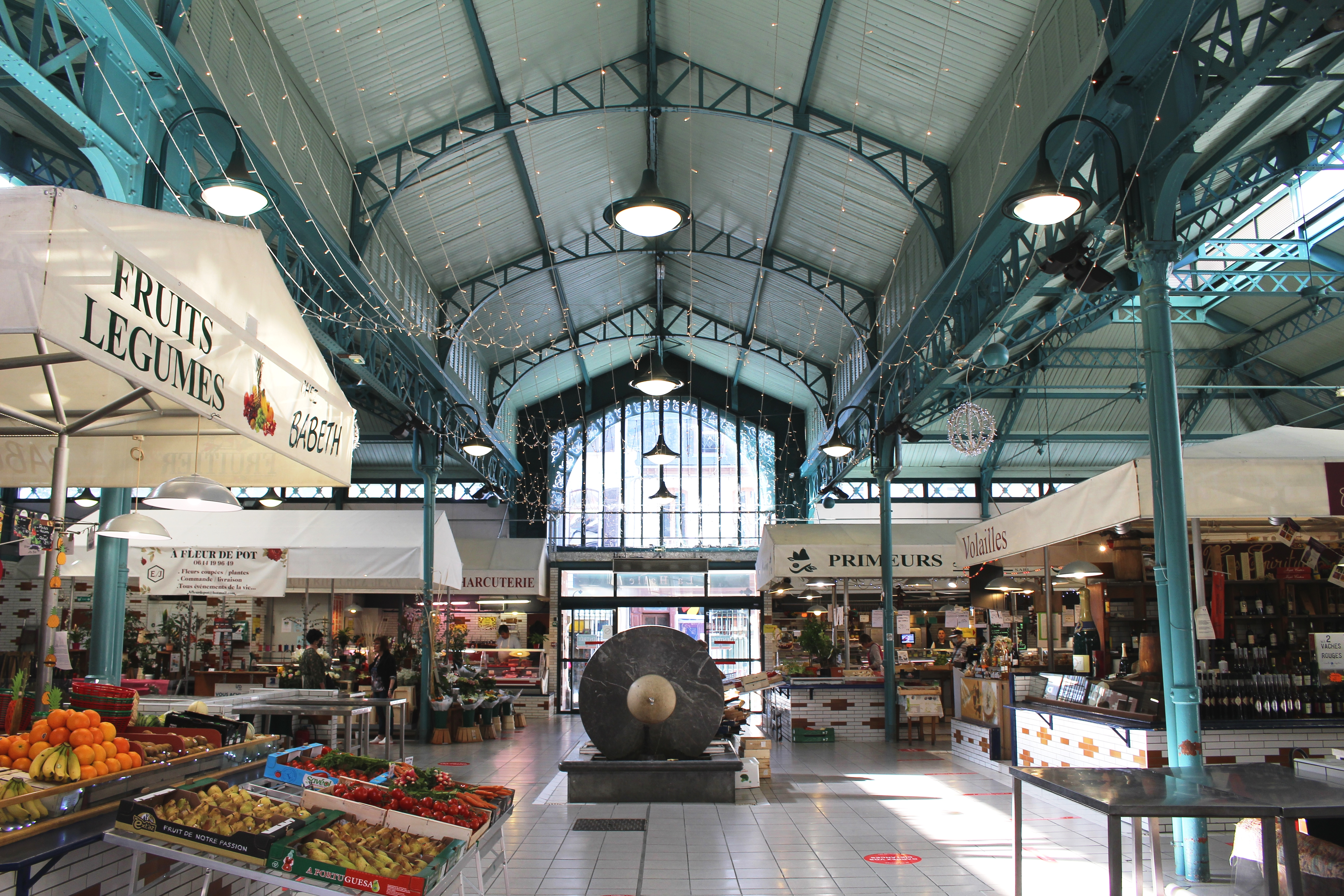
Markthal

## Geboren
- Charles Duclerc (1812-1888), politicus
- Alan Brooke (1883-1963), Brits generaal en veldmaarschalk
- Pierre Latécoère (1883-1943), industrieel